# Esporte Clube Olímpico
O Esporte Clube Olímpico (popularmente conhecido como Olímpico) é um clube poliesportivo brasileiro da cidade de Ourinhos, no interior do estado de São Paulo. Fundado nos anos 60, o clube experimentou um rápido desenvolvimento esportivo, sendo considerado uma potência regional no fim da década.

## História
Fundado na década de 1960 na Vila Perino, tradicional bairro ourinhense, sob a liderança dos moradores Mauro Bahia, José L. Baia e os irmãos Dutra, além de outros residentes do bairro, surgiu inicialmente a partir da designação de Independente FC, que logo mudaria para EC Olímpico.
No fim da década de fundação a equipe era considerada uma das melhores da região.
Por motivo de casamento Mauro se afasta em 1966 e  a diretoria resolveu convidar para participar do grupo um outro morador, desportista e aposentado com tempo disponível para cuidar do time. Luis Gasparoto aceitou e começava aí uma nova fase na história do time. Em 1972, Luis Gasparoto assumia a presidência do clube.

## Desenvolvimento do clube
A vida social do clube se agitou com a construção de uma sede própria na Rua Floriano Peixoto. Bailes se tornaram comuns e até hoje, aos sábados se desenrola em seu salão um agitado baile de forró. Com o tempo o terreno ao lado foi comprado e a sede ampliada.Outros terrenos foram comprados e surgiram equipes de malhas e bochas que tem sempre representado a cidade nas competições intermunicipais, estadual ou nacional.
O time de futebol vai viver seus melhores momentos em 1981 e 1982 quando se sagrou campeão amador da cidade e em 1996 e 1997 vice-campeão.

## Títulos e campanhas de destaque
- Campeão Liga Ourinhense de Futebol: 1981[2], 1982[2]
- Vice-campeão Liga Ourinhense de Futebol: 1996[2], 1997[2]